# Beriev A-60
Beriev A-60 là một loại máy bay thử nghiệm laser trên không của Liên Xô/Nga, được chế tạo dựa trên loại máy bay vận tải Ilyushin Il-76MD.

## Quốc gia sử dụng
Liên Xô
- Không quân Liên Xô

 Nga
- Không quân Nga